# Horses (album)
Pour les articles homonymes, voir Horses.
Albums de Patti Smith
Radio Ethiopia
(1976)
Singles
1. Gloria
Sortie : 26 janvier 1976

Horses est le premier album studio de Patti Smith, enregistré et mixé en 1975 aux Studios Electric Lady de New York et sorti le 13 décembre 1975.
Le titre Gloria est une reprise très personnelle de la chanson de Van Morrison.
Avec ce disque, Patti Smith apparaît comme une précurseuse de la musique punk rock. 
La pochette est signée par le photographe Robert Mapplethorpe.
Les musiciens Tom Verlaine (Television) et Allen Lanier (Blue Öyster Cult), qui participent à l'enregistrement, sont tous les deux les amants de Patti Smith, ce qui occasionna une bagarre dans les studios.
Horses est souvent cité parmi les plus grands albums de l'histoire de la musique. En 2003, le magazine Rolling Stone l'a classé à la 44e place des « 500 meilleurs albums de tous les temps » et en 2013, NME à la 12e place de ses « 500 meilleurs albums de tous les temps ».
L'album est conservé depuis 2009 à la bibliothèque du Congrès dans le Registre national des enregistrements (National Recording Registry) pour son importance culturelle.
En 2021, il a reçu le Grammy Hall of Fame Award.
Horses s'est classé 47e au Billboard 200.

## Liste des titres
| 1. | Gloria: In Excelsis Deo / Gloria | Patti Smith, Van Morrison       | 5:57 |
| 2. | Redondo Beach                    | Smith, Richard Sohl, Lenny Kaye | 3:26 |
| 3. | Birdland                         | Smith, Sohl, Kaye, Ivan Král    | 9:15 |
| 4. | Free Money                       | Smith, Kaye                     | 3:52 |

| 1. | Kimberly                                              | Smith, Allen Lanier, Kral        | 4:27 |
| 2. | Break It Up                                           | Smith, Tom Verlaine              | 4:04 |
| 3. | Land: Horses / Land of a Thousand Dances / La Mer(de) | Smith, Chris Kenner, Fats Domino | 9:25 |
| 4. | Elegie                                                | Smith, Lanier                    | 2:57 |

| 1. | Gloria        | 5:56 |
| 2. | Redondo Beach | 3:26 |
| 3. | Birdland      | 9:15 |
| 4. | Free Money    | 3:52 |
| 5. | Kimberly      | 4:27 |
| 6. | Break It Up   | 4:04 |
| 7. | Land          | 9:35 |
| 8. | Elegie        | 2:56 |

| 9. | My Generation de Peter Townshend (Produit par Allen Lanier) | 3:16 |

## Personnel
| - Patti Smith : Chant - Lenny Kaye : guitare - Richard Sohl : piano - Ivan Král : Guitare, basse, chant additionnel sur My Generation, - Jay Dee Daugherty : batterie, consultant musical - Tom Verlaine (Television) : guitares sur Break It Up - Allen Lanier (Blue Öyster Cult) : guitares sur Elegie - John Cale : basse sur My Generation | - John Cale : producteur - Bernie Kirsh, Frank D'Augusta et Bob Ludwig : ingénieurs du son et mastering (1975) - Bob Irwin et Vic Anesini : remastering (1996) - Bob Heimall : design (1975) - Sherri Whitmarsh : design (1996) - Robert Mapplethorpe : photographie - Richard Aaron, Edie Baskin, Danny Fields, Bob Gruen, Chuck Krall, Judy Linn : photos complémentaires |

## Concert 2005 et réédition
À l'occasion du 30e anniversaire de l'album, Patti Smith a donné un concert, le 25 juin 2005, au Royal Festival Hall de Londres, reprenant l'intégralité des morceaux (y compris My Generation). Peu après, Arista a publié un double CD Horses/Horses - Legacy Edition contenant, outre la version originale remastérisée de 1996, la totalité du concert, avec un livret contenant plusieurs nouvelles photos et toutes les paroles des chansons.
| 1. | Gloria                                                 | 7:01  |
| 2. | Redondo Beach                                          | 4:29  |
| 3. | Birdland                                               | 9:52  |
| 4. | Free Money                                             | 5:29  |
| 5. | Kimberly                                               | 5:28  |
| 6. | Break It Up                                            | 5:24  |
| 7. | Land: Horses / Land of a Thousand Dances / La Mer (De) | 17:35 |
| 8. | Elegie                                                 | 5:08  |
| 9. | My Generation                                          | 6:59  |

## Personnel
| - Patti Smith : chant - Lenny Kaye : guitare, chant - Jay Dee Daugherty : batterie - Tony Shanahan : piano, basse - Tom Verlaine : guitare - Flea (Red Hot Chili Peppers) : trompette, basse | - Emery Dobyns : ingénieur du son - Emery Dobyns et Tony Shanahan : mixage - Greg Calbi : remastering - Bruce Dickinson : producteur - Gail Marowitz : design et direction artistique - Robert Mapplethorpe et Melodie McDaniel : photographie - Robert Mapplethorpe, David Gahr, Claude Gassian, Lenny Kaye, Archives Arista, Archives personnelles Patti Smith : photos additionnelles |

## Certifications
| Pays              | Certification | Date       | Unités certifiées |
| ----------------- | ------------- | ---------- | ----------------- |
| Australie (ARIA)  | Or            | 2017       | 35 000            |
| Royaume-Uni (BPI) | Or            | 22/07/2013 | 100 000           |